# Кавказ (Башкортостан)
Кавказ (баш. Кавказ) — деревня в Чекмагушевском районе Республики Башкортостан Российской Федерации. Входит в состав Старокалмашевского сельсовета. 

## География

### Географическое положение
Расстояние до:
- районного центра (Чекмагуш): 16 км
- центра сельсовета (Старокалмашево): 6 км
- ближайшей ж/д станции (Буздяк): 85 км

## Население
| 2002 | 2009 | 2010 |
| ---- | ---- | ---- |
| 22   | ↘17  | ↘9   |

Национальный состав
Согласно переписи 2002 года, преобладающие национальности — башкиры (59 %), татары (41 %).